# گریتورث
گریتورث (به انگلیسی: Greatworth) یک روستا و محله مدنی در بریتانیا است که در ساوت نورث‌همپتون‌شر واقع شده‌است. گریتورث ۸۹۰ نفر جمعیت دارد.